# Rosenhuvad dvärgpapegoja
Rosenhuvad dvärgpapegoja (Agapornis roseicollis) är en dvärgpapegoja som är populär som burfågel.

## Utseende
Fågeln har en liten men kraftig kroppsbyggnad, kort stjärt och med en relativt stor näbb. Den är huvudsakligen gröna med röd hjässa och rosa bröst.

## Utbredning och biotop

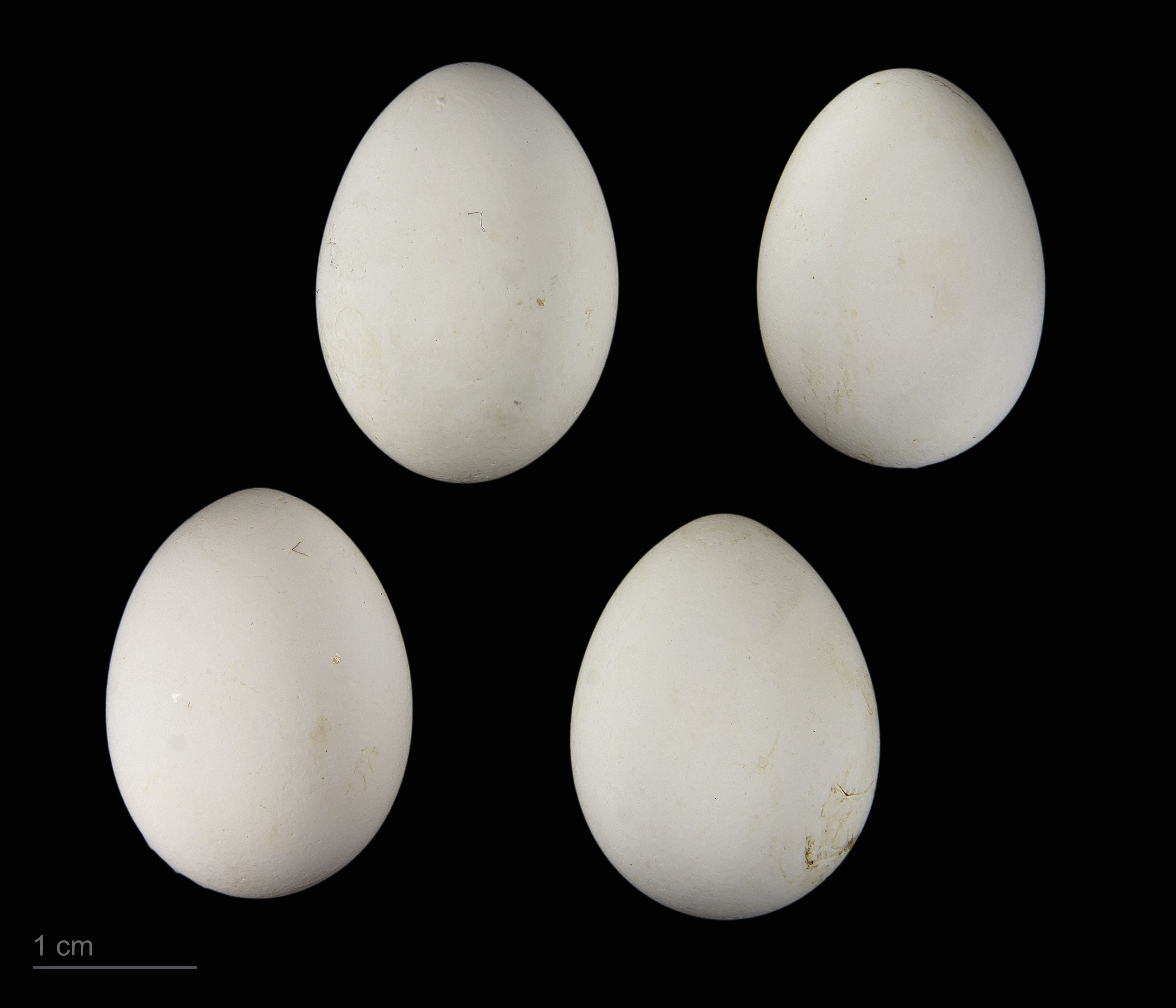
Agapornis roseicollis

Dess ursprungliga utbredningsområdet är torra öppna områden i sydvästra Afrika. Utbredningsområdet sträcker sig över Angola, Namibia, Namiböknen till de nedre delarna av Oranjeflodens dalgång i nordvästra Sydafrika. Den förekommer på höjder upp till 1600 meter i storbladig skogsmark, halvöken och bergsområden. Den är beroende av tillgång till vatten och samlas där det finns färskvatten för att dricka. 
Arten delas upp i två underarter med fölljane utbredning:
- Agapornis roseicollis catumbellus – förekommer i halvöken i sydvästra Angola
- Agapornis roseicollis roseicollis – förekommer i halvöken från Namibia till norra Kapprovinsen

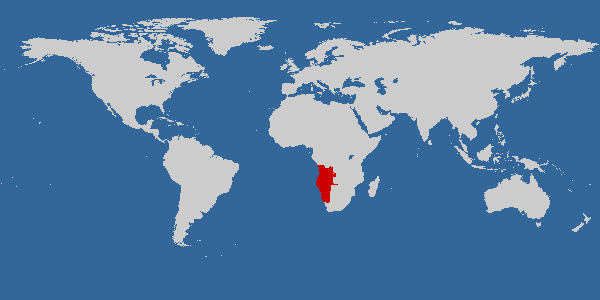
Ursprungliga utbredningsområdet i Namiböknen och torra områden i Namibia och Angola.

Förrymda burfåglar bebor också många delar av världen som exempelvis Arizona och London.

## Som sällskapsdjur
Denna art är den mest populära av alla dvärgpapegojor, främst på grund av sina vackra färger och sin personlighet. Könsskillnanden måste testas med ett så kallat DNA-test som tas från en fjäder av fågeln. Men i början av häckningen kan ett bäckenbens-test säga vilket kön fågeln har. För att underlätta vid äggläggningen ökar avståndet mellan bäckenbensutskotten som sitter precis ovanför kloaken. Beteendet kan också hjälpa till vid könsbestämningen. Honan inreder boet helt utan hjälp från hanen.

## Status och hot
Arten har ett stort utbredningsområde och en stor population, men tros minska i antal på grund av överexploatering, dock inte tillräckligt kraftigt för att den ska betraktas som hotad. Internationella naturvårdsunionen IUCN kategoriserar därför arten som livskraftig (LC). Världspopulationen har inte uppskattats, men den beskrivs som lokalt vanlig och till och med mycket vanlig nära vatten.